# Шванцер, Хуго
Хуго Шванцер (нем. Hugo Schwantzer; 21 апреля 1829, Оберглогау, ныне Глогувек, Польша — 15 сентября 1886, Берлин) — немецкий органист и музыкальный педагог еврейского происхождения.

## Биография
Сын кантора. Окончил школу в Найссе, в окрестностях этого города начал работать органистом. Затем учился в Королевском институте церковной музыки в Шарлоттенбурге и в Берлинской Академии музыки у Карла Фридриха Рунгенхагена и Эдуарда Греля. В 1854—1866 гг. был органистом берлинской общины реформистского иудаизма, в 1866 году с завершением строительства Новой синагоги был назначен её органистом, что вызвало некоторый скандал, поскольку по своей религиозной принадлежности Шванцер был христианином.
В 1859—1869 гг. преподавал орган в Консерватории Штерна, после чего возглавил фортепианную школу только что скончавшегося Эдуарда Ганца, преобразовав её в Консерваторию Шванцера. Эта консерватория продолжила своё существование и после смерти Шванцера, в самом начале XX века её возглавлял Отто Хученройтер.
Большинство сочинений Шванцера — фортепианные пьесы и песни, но наибольшее значение имеет один из двух его органных опусов — Прелюдия на освящение Новой синагоги в Берлине Op. 19 (1866).